# Jaxomy
Jaxomy (* 21. November 1995 in Berlin, bürgerlich Tom Jahn) ist ein deutscher Future House und Tech House Musikproduzent sowie DJ. Seinen größten Erfolg erzielte er mit der Single Pedro, die er zusammen mit Agatino Romero und Raffaella Carrà veröffentlichte.

## Biographie
Jaxomy wurde im Ostteil Berlins geboren. Im Alter von acht Jahren lernte er Klavier und Gitarre. In Berlin-Lichtenberg besuchte er bis zur zehnten Klasse die Gutenberg-Schule und wechselte danach auf das Oberstufenzentrum (OSZ) Gesundheit II, um das Fachabitur zu absolvieren. Im Keller seiner Freunde kam er mit ersten Produktionen in Kontakt. Ab März 2018 studierte Jaxomy Audio Engineering am SAE Institute in Berlin und erwarb 2020 den Bachelor of Arts.
2019 unterzeichnete Jaxomy einen Plattenvertrag beim Label Superstar Entertainment. Ende 2019 veröffentlichte er erste Singles.
Im Jahr 2020 veröffentlichte er das Lied Slow Motion auf Don Diablos Label Hexagon, welches die Beatport Charts im Bereich Future House erreichen konnte. Ebenso weist die nächste Single Purple Clouds auf dem Label selected. eine ähnliche Chartplatzierung auf. Es folgte ein Remix zu dem Lied Broke des deutschen DJs Wave Wave beim Label Mentalo, das ebenfalls 2020 vom Produzenten Robin Schulz zusammen mit Spinnin’ Records und Warner Music Group gegründet wurde. Während seine Songs international mehrere Millionen Mal gestreamt wurden, spielten DJs wie Don Diablo, Thomas Gold, Sam Feldt und Lucas & Steve diese auf namhaften Festivals und Radioshows wie ENERGY Germany.
Sein größter Erfolg war bisher Pedro. Das Musikvideo zu Pedro wurde auf Mallorca gedreht.

## Diskografie

### Singles
- 2019: Truth [Beat Dealer]
- 2019: Black & White [Clapmode]
- 2020: Circus [Clapmode]
- 2020: Slow Motion [Hexagon]
- 2020: Purple Clouds [selected.]
- 2020: Tonight [The Myth of NYX]

### Remixe
- 2019: Stvcks – Walk Away [We Are Diamond]
- 2020: Wave Wave – Broke [Mentalo]
- 2020: Henri Purnell – Get Away [Soave]

## Auszeichnungen für Musikverkäufe
| Goldene Schallplatte - Dänemark - 2024: für die Single Pedro - Italien - 2024: für die Single Pedro - Kanada - 2024: für die Single Pedro - Portugal - 2024: für die Single Pedro | Platin-Schallplatte - Belgien - 2024: für die Single Pedro - Norwegen - 2025: für die Single Pedro - Spanien - 2024: für die Single Pedro 4× Platin-Schallplatte - Polen - 2024: für die Single Pedro 5× Platin-Schallplatte - Ungarn - 2025: für die Single Pedro |

Anmerkung: Auszeichnungen in Ländern aus den Charttabellen bzw. Chartboxen sind in ebendiesen zu finden.
| Land/RegionAuszeichnungen für Musikverkäufe (Land/Region, Auszeichnungen, Verkäufe, Quellen) | Gold     | Platin       | Verkäufe | Quellen             |
| -------------------------------------------------------------------------------------------- | -------- | ------------ | -------- | ------------------- |
| Belgien (BRMA)                                                                               | —        | Platin1      | 40.000   | ultratop.be         |
| Dänemark (IFPI)                                                                              | Gold1    | —            | 45.000   | ifpi.dk             |
| Deutschland (BVMI)                                                                           | Gold1    | —            | 300.000  | musikindustrie.de   |
| Italien (FIMI)                                                                               | Gold1    | —            | 50.000   | fimi.it             |
| Kanada (MC)                                                                                  | Gold1    | —            | 40.000   | musiccanada.com     |
| Norwegen (IFPI)                                                                              | —        | Platin1      | 60.000   | ifpi.no             |
| Österreich (IFPI)                                                                            | —        | Platin1      | 30.000   | ifpi.at             |
| Polen (ZPAV)                                                                                 | —        | 4× Platin4   | 200.000  | olis.pl             |
| Portugal (AFP)                                                                               | Gold1    | —            | 5.000    | Einzelnachweise     |
| Schweiz (IFPI)                                                                               | Gold1    | —            | 15.000   | hitparade.ch        |
| Spanien (Promusicae)                                                                         | —        | Platin1      | 60.000   | elportaldemusica.es |
| Ungarn (MAHASZ)                                                                              | —        | 5× Platin5   | 20.000   | slagerlistak.hu     |
| Insgesamt                                                                                    | 6× Gold6 | 13× Platin13 |          |                     |